# ヨハネス16世 (対立教皇)
ヨハネス16世（Ioannes XVI (antipapa)、? - 1001年頃ないし1013年）は、対立教皇（在位：997年 - 998年）。本名ヨハネス・フィラガトスJohannes Philagathos。年代記作家はピラガートPiligato、フィラガットFilagattoとも記述する。
ヨハネス・フィラガトスは東ローマ帝国領土であった南イタリアカラブリア地方ロッサーノ(Rossano)の出身でギリシア系の出自であった。修道士であった彼は、神聖ローマ帝国皇帝オットー2世妃テオファヌ（東ローマ皇帝ヨハネス1世ツィミスケスの姪とされる）の側近となり、980年から982年まで神聖ローマ帝国のイタリアでの文書局長を勤め、またオットー2世の幼子（のちのオットー3世）の名付け親にして養育係であった。
983年12月7日にオットー2世が死去してのちもテオファヌの側近として助言を行う。988年にはピアチェンツァ司教となり、ピアチェンツァを司教座教会から大司教座教会に昇格させた。991年から992年まではノナントゥラNonantula修道院長となる。995年末には東ローマ帝国皇女をオットー3世妃に迎えるための調整役としてコンスタンティノポリスへ派遣される。
貴族クレッシェンティウス2世によるローマでの反乱を鎮圧したオットー3世は、血縁のブルーノをグレゴリウス5世として教皇座に就け、そして996年5月21日に戴冠を行わせた。オットー3世がローマを去ると、クレッシェンティウス2世らローマ貴族は東ローマ皇帝バシレイオス2世の援助を受けて蜂起、ドイツ人初の教皇であったグレゴリウス5世を996年9月にローマから追放した。そして翌997年5月、コンスタンティノポリスから帰還して間もないヨハネス・フィラガトスをヨハネス16世として教皇座に就任させた。その際、ヨハネスと親交のあったロッサーノの聖ニルスは、この教皇座簒奪を思い留まるよう説得している。
ヨハネス16世の即位に対し、グレゴリウス5世は神聖ローマ皇帝領のパヴィアにて997年の聖霊降臨祭の日に教会会議を開催。グレゴリウス5世の地位の確認と、クレッシェンティウス2世とヨハネス16世の破門を宣言した。6月にはピアチェンツァをラヴェンナ大司教管区下の司教座教会に戻した。冬にオットー3世はイタリアに進軍、998年2月にローマに入城しクレッシェンティウス2世の反乱を鎮圧した。そのときヨハネス16世はローマから逃走したが追捕され、鼻と耳を削がれ、舌を引き抜かれ、手の指を折られ、眼を潰され、ローマへと連行された。そしてラテラノで開催された教会会議にてオットー3世とグレゴリウス5世の面前で退位させられた。聖ニルスの取り成しによって一命は取り留めたものの、ローマ市内の修道院に収監されることとなった。反乱の首領クレッシェンティウス2世はサンタンジェロ城に篭城したが、998年の復活祭に陥落、4月29日に斬首され、遺体は城壁に吊るされた。
ヨハネスはそののち一度司教の衣服を纏ってグレゴリウス5世の前に姿を現したが、そのときグレゴリウス5世によって服は引き裂かれ、ロバに乗せられてローマ民衆の見世物にされ、修道院に再び収監された。これらは聖ニルスについての信憑性の乏しい『聖者伝』（Vita）に記されており、それにはまた再収監後1001年頃に死亡したとある。また退位後修道院に収監されてのちにドイツのフルダ修道院に移送されたとも伝えられており、『フルダ年代記』（Annales Fuldenses）には1013年4月2日の日付でヨハネスの死が記載されている。
ヨハネス16世は自らを「16世」と名乗った。16世は正当な教皇ではなかったものの、次の「教皇ヨハネス」（在位：1003年）は17世を襲名している。しかし後世の歴史家は、おそらく22世の番号の理由付けのため、16世を「ヨハネス17世」ないし「ヨハネス16世(17世)」と呼んだ。というのも伝説では14世と15世の間にもう1人の「教皇ヨハネス」が存在したとされているからで、その伝説の教皇を歴史家がしばしば「16世」と呼んだからである。この混乱は対立教皇ボニファティウス7世の存在に起因すると考えられる。なお、教皇ヨハネス23世（在位：1958年-1963年）は実際には21番目の「教皇ヨハネス」である。